# C.J. Daugherty
C.J. Daugherty, nota anche come Christi Daugherty (30 ottobre 1974), è una scrittrice britannica, principalmente conosciuta per la saga YA thriller-romance Night School.

## Biografia
C.J. Daugherty è scrittrice e redattrice, ha collaborato con la Reuters, il Dallas Morning News e il New York Times. Ha scritto alcuni libri a quattro mani con il marito Jack Jewers, e ora si dedica soprattutto alla scrittura per ragazzi. Ex giornalista di cronaca nera, politica e investigativa, è ancora fortemente affascinata dai meccanismi che portano alcune persone a compiere azioni orribili e altre a cercare di impedirlo. La serie Night School è il risultato di questa sua passione, dalla quale è tratta una webserie e presto un film.
CJ Daugherty vive nel sud dell'Inghilterra con suo marito, il regista Jack Jewers.

## Opere

### SerieNight School
1. - 2012 Il segreto del bosco, Newton Compton "Vertigo"  (Night School, 2012)
2. - 2013 Il segreto della notte, Newton Compton "Vertigo"  (Night School. Legacy, 2012)
3. - 2014 Il segreto dell'alba, Newton Compton "Vertigo"  (Night School. Fracture, 2013)
4. - 2015 Il segreto del silenzio, Newton Compton "Vertigo"  (Night School. Resistance, 2014)
5. - 2017 Il segreto del fuoco, Newton Compton "Vertigo"  (Night School. Endgame, 2015)

Esiste inoltre un breve prequel, dal titolo Night School. Il segreto del bosco - Il prequel (Prequel Chapter: Allie's first day at Brixton Hill School), disponibile gratuitamente sia in lingua originale che in italiano. Questo breve prequel corrisponde al primo giorno di Allie alla Brixton Hill School, la sua scuola prima di andare alla Cimmeria, e racconta del suo primo incontro con l'amico Mark.
Il 21 aprile 2016 la Newton Compton ha pubblicato la raccolta dei primi 4 libri in un unico volume dal titolo Night School Saga, facendo erroneamente pensare sia la saga completa, quando invece manca nel volume il 5° e conclusivo libro. 
Nel 2019 l'autrice ha annunciato di star scrivendo la saga sequel di Night School, ambientata alla Cimmeria Academy qualche anno dopo la fine de Il Segreto del Fuoco, ma con una nuova protagonista. Il primo volume della nuova trilogia, Number 10, è uscito per la prima volta in Francia ad ottobre 2019 ed è previso per il 2020 nel resto del mondo.

### The Secret Fire(The Alchemist Chroniclesnegli USA)
Scritta insieme a Carina Rozenfeld.
1. - 2016 The Secret Fire, Leone Editore "Sàtura" (The Secret Fire, 2015)
2. - 2017 The Secret City, Leone Editore "Sàtura" (The Secret City, 2016)

### Harper McClain
Per questa serie si firma Christi Daugherty.
1. 2018 Replica di un omicidio, Corbaccio "Top Thriller" (The Echo Killing, 2018)
2. 2019 Uno splendido cadavere, Corbaccio "Top Thriller" (A Beautiful Corpse, 2019)
3. Revolver Road, 2020

## Web serie
Dalla saga Night School è ispirata l'omonima webserie.